# Myrtle McAteer
Myrtle McAteer (Pittsburgh, 12 de junho de 1878 - 26 de outubro de 1952) foi uma tenista estadunidense. 